# Brahmo Samaj
De Brahmo Samaj is een sociaal-religieuze beweging die werd opgericht in 1828 in de Indiase stad Calcutta door Raja Ram Mohan Roy (1774-1833). Brahmo Samaj betekent vereniging van Godzoekers. Brahmo komt van Brahman, de ultieme, onveranderlijke werkelijkheid. Ram Mohan Roy was beïnvloed geraakt door het westerse denken en was een van de eerste Indiërs die Europa bezocht. Hij stierf in Bristol, Engeland.

## Eerste decennia
In 1839 trad Debendranath Tagore (1817-1905), de vader van de later beroemd geworden dichter en toneelschrijver Rabindranath Tagore (1861-1940) toe tot de Brahmo Samaj. Al gauw kreeg Debendranath Tagore de leiding in handen. In 1850 verklaarde hij dat het Brahmoïsme niet langer de Veda's maar de natuur zelf als het boek van de openbaring beschouwde.

## Religieuze visie
Oorzaak van de populariteit van de Brahmo Samaj was mede de stagnatie in het hindoeïstische sociale stelsel van kasten en de opkomst van een nieuwe klasse van hoogopgeleide Indiërs ten gevolge van de bezetting door de Britse Raj. De voornaamste geloofsdoctrine van de Brahmo Samaj is dat er slechts één God bestaat. Afgewezen worden de Veda's, het kastenstelsel, polytheïsme, beeldenverering en het geloof in karma en avatara's. Ze was verwant en geïnspireerd door de beweging van Unitariërs. De Brahmo Samaj staat open voor aanhangers van alle geloven die haar principes onderschrijven en de leden beschouwen zich dikwijls niet als hindoeïstisch.
De geloofsprincipes van de Brahmo Samaj zijn:
1. Er is maar één God, die de schepper en redder is van de wereld. Hij is de heilige geest, oneindig machtig, wijs, liefdevol, rechtvaardig, heilig, alomtegenwoordig, eeuwig en gelukzalig;
2. De menselijke ziel is onsterfelijk en in staat tot oneindige vooruitgang en is voor zijn doen en laten verantwoording verschuldigd aan God;
3. Het geluk van de mens in deze en de volgende wereld bestaat uit het aanbidden van God in geest en waarheid;
4. De ware verheerlijking van God is gelegen in liefde voor God, het verkeren in communie met God en het doen van Zijn wil in alle aangelegenheden van het leven;
5. Geen enkel voorwerp mag aanbeden worden als God en alleen God zelf kan gelden als onfeilbaar.

## Latere ontwikkelingen
In 1857 werd Keshab Chander Sen (1838-1884) lid van de Brahmo Samaj. Hij was een gevoelsmens en wilde het Brahmoïsme ontwikkelen tot een universele religie. Daarom moest deze godsdienst meer de richting kiezen van het christendom. Daardoor ontstond er een conflict met de conservatievere leden van de Brahmo Samaj. In 1865 kwam het tot een breuk. De mensen die Sen niet langer wilden volgen, stichtten een nieuwe vereniging die zij Adi Brahmo Samaj (oorspronkelijke Brahmo Samaj) noemden. Later werd dat afgekort tot Adi Samaj. In deze Adi Samaj nam Rabindranath Tagore later zolang hij leefde een vooraanstaande positie in.
Keshab Chander Sen ging verder onder de naam Brahmo Samaj of India. Maar in 1876 kwam het opnieuw tot een breuk in zijn vereniging. Nu was de reden dat Sen tegen de regels van zijn eigen Brahmo Samaj in zijn minderjarige dochter in het huwelijk liet treden en daarbij het traditionele hindoeïstische ritueel volgde. Degenen die het niet met Sen eens waren, stichtten in 1878 de Sadharan Brahmo Samaj (Algemene Brahmo Samaj).
Sen ging verder op zijn weg in de richting van het christendom en voerde later een doop in en de verering van de hemelse moeder. Ook gaf hij de Brahmo Samaj een nieuwe naam, Naba-Bidhan Brahmo Samaj, letterlijk de Brahmo Samaj van de nieuwe orde, maar in het Engels werd de naam meestal vertaald als Church of the New Dispensation.
In 1931 telden de drie verenigingen samen 6000 leden. De invloed van de Brahmo Samaj is echter groter geweest dan het aantal leden, want het was de Brahmo Samaj die in de 19de eeuw een belangrijke nieuwe impuls gaf tot hervorming van het hindoeïsme.
Rabindranath Tagore en Satyajit Ray waren twee beroemde leden van de Brahmo Samaj.

## Bron
- J.N. Farquhar, Modern Religious Movements in India, New York: The Macmillan Company 1915.